# Гуажажара, Соня
Соня Боне Гуажажара (порт. Sônia Bone Guajajara; род. 6 марта 1974, Мараньян) — бразильская активистка, правозащитница, деятельница движений коренных жителей, экологических организаций и левых сил, государственный деятель. Министр по делам коренных народов Бразилии с 1 января 2023 года.

## Биография
Соня Гуажажара родилась в семье народа гуажажара в деревне в тропических лесах Амазонки в Мараньяне. 
Закончила сельскохозяйственный колледж в Минас-Жерайсе и Федеральный университет Мараньяна, где изучала гуманитарные науки, специальную педагогику и сестринское дело.
31 ноября 2017 года Соня Гуажажара был предложена экосоциалистическим течением Партии социализма и свободы в качестве потенциальной кандидатуры партии на президентских выборах 2018 года с соответствующим манифестом «За местную, антикапиталистическую и экосоциалистическую кандидатуру» на сайте 518anosdepois.com (отсылка к 518 годам европейской колонизации Бразилии). В итоге 3 февраля 2018 года была выдвинута кандидатом от Партии социализма и свободы на пост вице-президента Бразилии на всеобщих выборах 2018 года в качестве напарницы кандидата в президенты Гильерме Булоса, лидера Движения бездомных трудящихся. Они набрали 617 122 (0,58 %) голосов.
Таким образом, Гуажажара была одной из двух первых представителей коренных народов, баллотировавшихся в федеральные органы исполнительной власти в Бразилии — вторым был её политический противник Амильтон Моуран.
Гуажажара была исполнительным директором «Артикуляции коренных народов Бразилии» (Articulação dos Povos Indígenas do Brasil, APIB) — организации, представляющей около 300 коренных этнических групп в Бразилии и созданной в 2005 году. Известна как организатор ряда демонстраций в поддержку прав бразильских индейцев и организовала встречу их лидеров с тогдашним президентом Бразилии Дилмой Русеф в 2013 году. Активно выступала против политики крайне правого президента Жаира Болсонару как опасной для окружающей среды, индейского населения, женщин и трудящихся Бразилии. В 2017 певица Алиша Киз предоставила ей слово во время своего шоу Rock in Rio, чтобы Гуажажара выступила с речью о неотложности сохранения лесов Амазонии.
В 2015 году была награждена бразильским Орденом Культурных заслуг. Она также награждалась медалями штата Мараньян и Правозащитного центра имени отца Жозиму. Имеет право голоса в Совете ООН по правам человека.
Журнал Time опубликовал список 100 самых влиятельных людей 2022 года, в который вошла Соня Гуажажара.
По результатам выборов 2 октября 2022 года избрана членом Палаты депутатов Бразилии от штата Сан-Паулу.
1 января 2023 года назначена первым в истории министром по делам коренных народов Бразилии в правительстве под руководством президента Лулы да Силва. Приведена к присяге 11 января, после подавления неудавшегося переворота, в ходе которого сторонники Болсонару захватили президентский дворец Планалту.